# Manchester
Manchester ([ˈmɛntʃɛstɐ], englisch [ˈmæntʃɪstə]) ist eine Stadt im Nordwesten von England im Vereinigten Königreich Großbritannien und Nordirland mit dem Status eines Metropolitan Borough sowie einer City. Sie hat etwa 570.000 Einwohner und liegt im Metropolitan County Greater Manchester, einer der größten Agglomerationen in England mit 2,9 Mio. Einwohnern (2022). Die Einwohner Manchesters werden „Mancunians“ oder verkürzt „Mancs“ genannt.
Die Ursprünge der Stadt Manchester gehen auf ein römisches Kastell am Zusammenfluss der Flüsse Irwell und Medlock zurück. Vor allem im Zeitalter der Industriellen Revolution wurde Manchester zu einem wichtigen Standort der Industrie. Einen besonderen Stellenwert nahm dabei die Textilindustrie ein, deren Anfänge in Manchester auf das Spätmittelalter zurückgehen. Im 20. Jahrhundert erfolgte der stetige Zerfall der Industrie. Heute ist Manchester dennoch eines der wichtigsten Wirtschaftszentren des Vereinigten Königreichs und beherbergt zahlreiche Museen, Hochschulen und Orte der Kunst und Kultur.

## Geographie

### Umgebung
Orte in der Umgebung Manchesters, die im Zuge der Industrialisierung Bedeutung erlangten, sind Altrincham, Sale, Stretford, Ashton-under-Lyne, Bury, Bolton, Oldham, Rochdale, Salford, Stockport und Wigan.
Südöstlich der Stadt liegt der Peak-District-Nationalpark. Mit dem Auto gut erreichbar ist der Lake-District-Nationalpark, der nördlich der Stadt liegt.

### Klima
|                       | Jan  | Feb  | Mär  | Apr  | Mai  | Jun  | Jul  | Aug  | Sep  | Okt  | Nov  | Dez  |   |       |
| Mittl. Tagesmax. (°C) | 6,9  | 7,6  | 9,7  | 12,3 | 15,9 | 18,4 | 20,2 | 20,1 | 17,4 | 13,5 | 9,6  | 7,1  | ⌀ | 13,3  |
| Mittl. Tagesmin. (°C) | 0,8  | 1,0  | 2,4  | 3,6  | 6,7  | 9,0  | 11,7 | 11,3 | 9,2  | 6,7  | 3,0  | 0,6  | ⌀ | 5,5   |
|                       |      |      |      |      |      |      |      |      |      |      |      |      |   |       |
| Niederschlag (mm)     | 81,5 | 51,5 | 58,6 | 61,4 | 54,8 | 64,5 | 67,3 | 79,4 | 79,6 | 98,8 | 79,9 | 89,8 | Σ | 867,1 |
|                       |      |      |      |      |      |      |      |      |      |      |      |      |   |       |
| Regentage (d)         | 15,8 | 11,0 | 12,8 | 11,8 | 10,9 | 9,7  | 11,7 | 12,8 | 12,1 | 14,4 | 14,4 | 14,4 | Σ | 151,8 |

| 0,8 |

| 1,0 |

| 2,4 |

| 3,6 |

| 6,7 |

| 9,0 |

| 11,7 |

| 11,3 |

| 9,2 |

| 6,7 |

| 3,0 |

| 0,6 |

| 0,8 |

| 1,0 |

| 2,4 |

| 3,6 |

| 6,7 |

| 9,0 |

| 11,7 |

| 11,3 |

| 9,2 |

| 6,7 |

| 3,0 |

| 0,6 |

## Geschichte

### Bronze- und Eisenzeit
Vor der Invasion Britanniens durch die Römer lag das heutige Stadtgebiet im Territorium des keltischen Stammes der Briganten. Gnaeus Iulius Agricola ließ 79 n. Chr. am Zusammenfluss von Irwell und Medlock ein Kastell errichten mit Namen Mamucium, keltisch-lateinisch für „brustförmiger Hügel“. Der Wortteil chester bedeutet Lager (castrum). Nachdem die römischen Truppen um das Jahr 407 Großbritannien verlassen hatten, war die Gegend nur noch dünn besiedelt, bis sich im 7. Jahrhundert Angelsachsen niederließen. Sie gründeten ein Dorf mit dem Namen Mameceaster, woraus sich Manchester entwickelte.
Die Ruinen der römischen Befestigung waren bis zum 18. Jahrhundert sichtbar und wurden erst beim Bau einer Haupteisenbahnlinie endgültig beseitigt. Ein Nachbau des römischen Kastells wurde im Stadtteil Castlefield errichtet.

### Mittelalter und Neuzeit
Das kleine Dorf Manchester stieg im 13. Jahrhundert zu einer Marktsiedlung auf und erhielt im Jahre 1222 das Recht, Jahrmärkte durchzuführen. Im Jahr 1301 folgte das Recht auf Selbstverwaltung. Im 14. Jahrhundert ließen sich Einwanderer aus Flandern nieder und begründeten die Tradition der Wollverarbeitung und Leinenherstellung. Dank dieser Gewerbezweige war Manchester im 16. Jahrhundert ein florierender Marktort geworden. Die Stadtkirche, seit 1847 die Kathedrale der Diözese Manchester, wurde zwischen 1421 und 1506 erbaut. Das Wachstum erhielt um 1620 einen weiteren Schub durch die Einführung der Baumwollweberei.
Als 1642 der Englische Bürgerkrieg ausbrach, stand Manchester auf der Seite des Parlaments. Die Stadt wehrte sich erfolgreich gegen eine Belagerung der königlichen Truppen, obwohl sie keine Stadtmauern besaß. Als die Royalisten nach 1660 wieder an die Macht gelangten, verlor Manchester sämtliche Sitze im Parlament und war fast zweihundert Jahre lang nicht mehr vertreten. Trotz des verlorenen politischen Einflusses nahm die wirtschaftliche Bedeutung der Stadt weiter zu.

### Industrielle Revolution
Manchester spielte eine Schlüsselrolle während der Zeit der Industriellen Revolution. Die zahlreichen Bäche, die in den Pennines nördlich und östlich der Stadt entsprangen, waren ideal für die Errichtung von Baumwollspinnereien, die durch Wasserkraft angetrieben wurden. Die Stadt profitierte außerdem von der Nähe zum Seehafen in Liverpool.
Nach der Erfindung der Dampfmaschine waren die Baumwollspinnereien nicht mehr länger auf die Wasserkraft angewiesen und in der Folge entstanden noch größere Betriebe in der Stadt selbst sowie in den umliegenden Dörfern und Städten. Viele Bewohner ländlicher Gegenden zogen auf der Suche nach Arbeit nach Manchester. Innerhalb weniger Jahrzehnte stieg die Bevölkerungszahl um ein Vielfaches an und Manchester wurde zum wichtigsten industriellen Zentrum der Welt.
Die Eröffnung des Bridgewater-Kanals 1761, der von den Kohlegruben des Duke of Bridgewater in Worsley bis nach Manchester führte, stellte einen Verkehrsweg zur Verfügung, der für den sicheren und preiswerten Transport von Kohle für die Dampfmaschinen und die Haushaltungen in Manchester einerseits und andererseits für den Abtransport von Fabrikgütern aus Manchester sorgen konnte.
Das ungebremste Bevölkerungswachstum brachte die Stadt an die Grenzen der Belastbarkeit. Die meisten Arbeiter wurden zu Hungerlöhnen angestellt und mussten in erbärmlichen Zuständen leben. So kam es 1797 als Folge einer Rezession in der Textilindustrie zu Aufständen und Plünderungen.

### 19. Jahrhundert

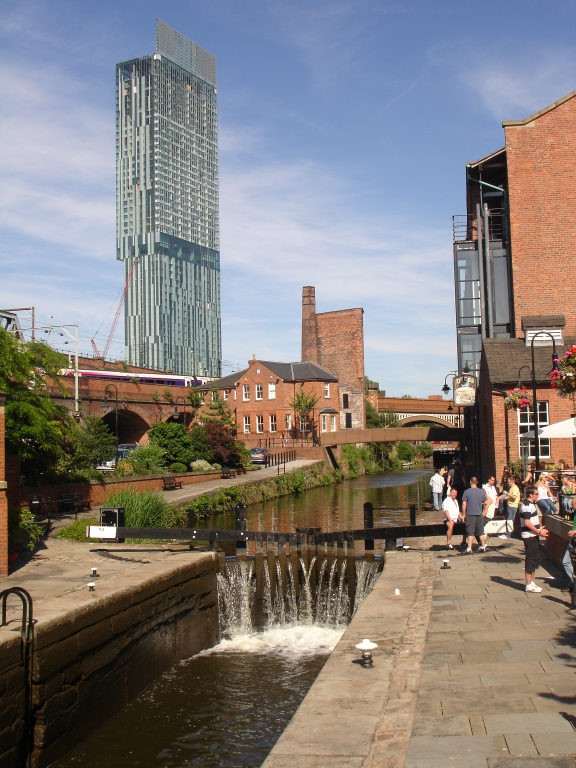
Alt und Neu. Der Innenstadtbezirk Castlefield; im Hintergrund der Beetham Tower

Die fehlende Vertretung im Parlament hatte zur Folge, dass die Bevölkerung radikalen politischen Ideen gegenüber sehr aufgeschlossen war. 1819 kam es zum Peterloo-Massaker. Nach der Parlamentsreform von 1832 durfte die Stadt wieder Abgeordnete ins Unterhaus entsenden. Manchester blieb ein bedeutendes Zentrum für radikale politische Ideen. Von 1842 bis 1844 und erneut von 1850 bis 1870 lebte hier der deutsche Journalist und Schriftsteller Friedrich Engels und schrieb sein einflussreiches Buch „Die Lage der arbeitenden Klasse in England“. 1839 gründete Richard Cobden die Anti-Corn Law League für Freihandel und zur Abschaffung von Zöllen (besonders Zölle auf importiertes Getreide). 1846 gelang die Abschaffung der Corn Laws. Cobden wurde damit zur Symbolfigur des Manchesterliberalismus.
Zahlreiche Kultur- und Bildungsinstitutionen wurden gegründet, so z. B. die Manchester Literary and Philosophical Society (1781), die Portico Library (1803), die Royal Manchester Institution (1823), die heutige University of Manchester Institute of Science and Technology (1824) und die Victoria University of Manchester (1851). 1847 entstand die Diözese Manchester der Church of England. 1853 wurde Manchester offiziell eine Stadt.
Die blühende Textilindustrie führte zu einer Expansion der Stadt und zur Bildung eines breiten Vorortgürtels. Vor allem der Bau von Eisenbahnen und Kanälen trug zum Wachstum bei. 1829 baute George Stephenson die erste Eisenbahn von Liverpool nach Manchester (Liverpool and Manchester Railway). Der Ausbruch des Amerikanischen Bürgerkriegs im Jahr 1861 hatte eine sofortige Verknappung der Baumwolle zur Folge, was die Textilindustrie in der sogenannten Baumwollhungersnot in eine tiefe Krise stürzte. Um die Abhängigkeit vom Hafen von Liverpool zu verringern, wurden zahlreiche Kanäle gebaut, allen voran der 1894 eröffnete Manchester Ship Canal. Dadurch wurde Manchester zur drittgrößten Hafenstadt Großbritanniens, trotz der Entfernung von 64 Kilometern zur See. Offiziell nahm Queen Victoria die Freigabe des Bauwerks für den Schiffsverkehr am 21. Mai 1894 vor, doch war die künstliche Wasserstraße schon ab dem 1. Januar in Betrieb.

### 20. und 21. Jahrhundert

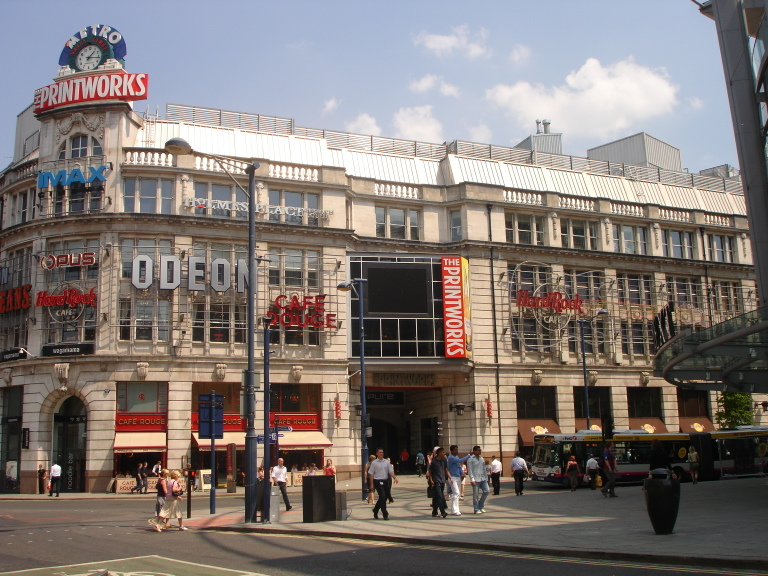
The Printworks

Zu Beginn des 20. Jahrhunderts veränderte sich die Wirtschaftsstruktur der Stadt. 1910 wurde Trafford Park eröffnet, die erste eigens zu diesem Zweck geschaffene Industriezone der Welt. Hier siedelten sich u. a. Ford und Westinghouse Electric Corporation an. 1931 wurde die höchste Bevölkerungszahl von 766.311 Einwohnern erreicht. Die Weltwirtschaftskrise traf die Stadt hart, die Textilindustrie sank fast zur Bedeutungslosigkeit herab. Während des Zweiten Weltkriegs wurden in Manchester die Avro-Flugzeuge gebaut, weshalb die Stadt immer wieder Ziel von Luftangriffen war. Aufgrund dessen ist in der Stadt nur noch wenig alte Bausubstanz anzutreffen und die Stadt ist größtenteils modern im Stil der Nachkriegsjahre geprägt.
Am 15. Oktober 1945 eröffnete der 5. Pan-Afrikanische Kongress in Manchester. Die Redner, allen voran Kwame Nkrumah aus Ghana, forderten sofortige Unabhängigkeiten in Afrika und der Karibik. Nach dem Krieg übernahm Manchester erneut eine Führungsrolle, diesmal in der Informatik. Alan Turing lehrte an der Universität Manchester. 1948 entstand aus seinen Ideen die Small-Scale Experimental Machine, der erste auf der Von-Neumann-Architektur basierende Computer. 1949 folgte der Manchester Mark I, woraus 1951 der Ferranti Star entstand, der weltweit zweite kommerzielle Computer nach dem Z4 von Konrad Zuse.
Das Filmstudio Mancunian Films nahm 1947 den Betrieb auf und wurde 1954 von der BBC übernommen. Im gleichen Jahr wurde auch Granada TV gegründet, eine der Hauptstützen von ITV, die u. a. die seit Jahrzehnten laufende Seifenoper Coronation Street produziert.
Diese Diversifikation konnte den Niedergang der Industrie zwar nicht verhindern, aber zumindest abfedern. Die Bevölkerungszahl ging zurück: Zählte man 1971 noch 543.868 Einwohner, so waren es 2001 nur noch 422.302. In den 1950er und 1960er Jahren waren alte, überbevölkerte Viertel großflächig abgerissen und durch Hochhaussiedlungen ersetzt worden. Diese wiederum werden seit den späten 1980er Jahren zu einem Großteil wieder abgerissen.
Mittlerweile steigt die Einwohnerzahl von Manchester wieder an. Allein im Stadtzentrum hat sich die Einwohnerzahl von 2.000 auf mehr als 12.000 erhöht. Dies wird als großer Erfolg im Zuge der Regenerierung der Innenstadt gewertet. Im Jahr 2015 rechnet man in der Innenstadt wieder mit einer Einwohnerzahl von mehr als 20.000.
Vor 1974 gehörte das Ballungsgebiet um Manchester zu den Grafschaften Cheshire und Lancashire, daneben existierten zahlreiche eigenständige County Boroughs. Das Gebiet wurde informell SELNEC genannt („South East Lancashire North East Cheshire“). 1974 wurde das Metropolitan County Greater Manchester eingerichtet. 1986 wurde der Rat und die Verwaltung von Greater Manchester wieder abgeschafft.
Am 15. Juni 1996 um 11:20 Uhr explodierten 1500 kg Sprengstoff im Zentrum Manchesters. Die IRA hatte diese Bombe in einem Lieferwagen in der Corporation Street nahe der Einkaufsstraße Market Street platziert. Dies war die größte IRA-Bombe, die jemals in England detoniert war. 90 Minuten vor der Explosion informierte die IRA die Behörden über den bevorstehenden Anschlag, so dass 80.000 Menschen evakuiert werden konnten. Es gab zwar keine Toten, jedoch 206 Verletzte, vor allem durch Glassplitter. Der Anschlag zerstörte 50.000 m² Einkaufsfläche und 25.000 m² Bürofläche. Nach dem Anschlag wurde die gesamte Umgebung komplett renoviert. Ein Briefkasten außerhalb Marks & Spencer in der Corporation Street überstand den Anschlag beinahe unversehrt und wurde mit einer kleinen Gedenktafel versehen.
Als Folge der Wiederaufbaumaßnahmen und einer günstigen Wirtschaftsentwicklung hat die gesamte Innenstadt Manchesters in den Jahren um 2000 einen bedeutenden Aufschwung erfahren. Das Stadtbild wird seitdem durch Kaufhäuser der gehobenen Klasse sowie Luxuswohnungen und futuristische Architektur mitgeprägt. Manchester erhielt 2003 von der Europäischen Union den Preis für den besten Strukturwandel einer europäischen Großstadt.
Manchester bewarb sich erfolglos für die Durchführung der Olympischen Sommerspiele 1996 sowie der Olympischen Sommerspiele 2000. Stattdessen fanden in der Stadt die Commonwealth Games 2002 statt.
Am 22. Mai 2017 gab es ein Sprengstoff-Attentat bei einer Musikveranstaltung in der Manchester Arena. Bei diesem Konzert der amerikanischen Sängerin Ariana Grande tötete der mutmaßliche Attentäter, ein in Manchester geborener Sohn einer libyschen Familie, sich selbst und 22 Konzertbesucher, darunter viele Kinder und Jugendliche, und verletzte viele weitere.

## Politik

### Manchester City Council
Der Manchester City Council ist der Stadtrat von Manchester. Er besteht aus 96 Stadträten. Die 32 Wahlbezirke von Manchester entsenden somit jeweils 3 Stadträte. Die Mehrheit im Rat wird seit langer Zeit von der Labour Party gestellt. 87 der Stadträte stellt Labour, 4 Stadträte die Liberaldemokraten, 3 die Grünen. Je ein Unabhängiger und ein Stadtrat von der WPoB. 
- WPoB: 1
- Labour: 87
- Greens: 3
- LibDem: 4
- Unabh.: 1

### Wahlbezirke

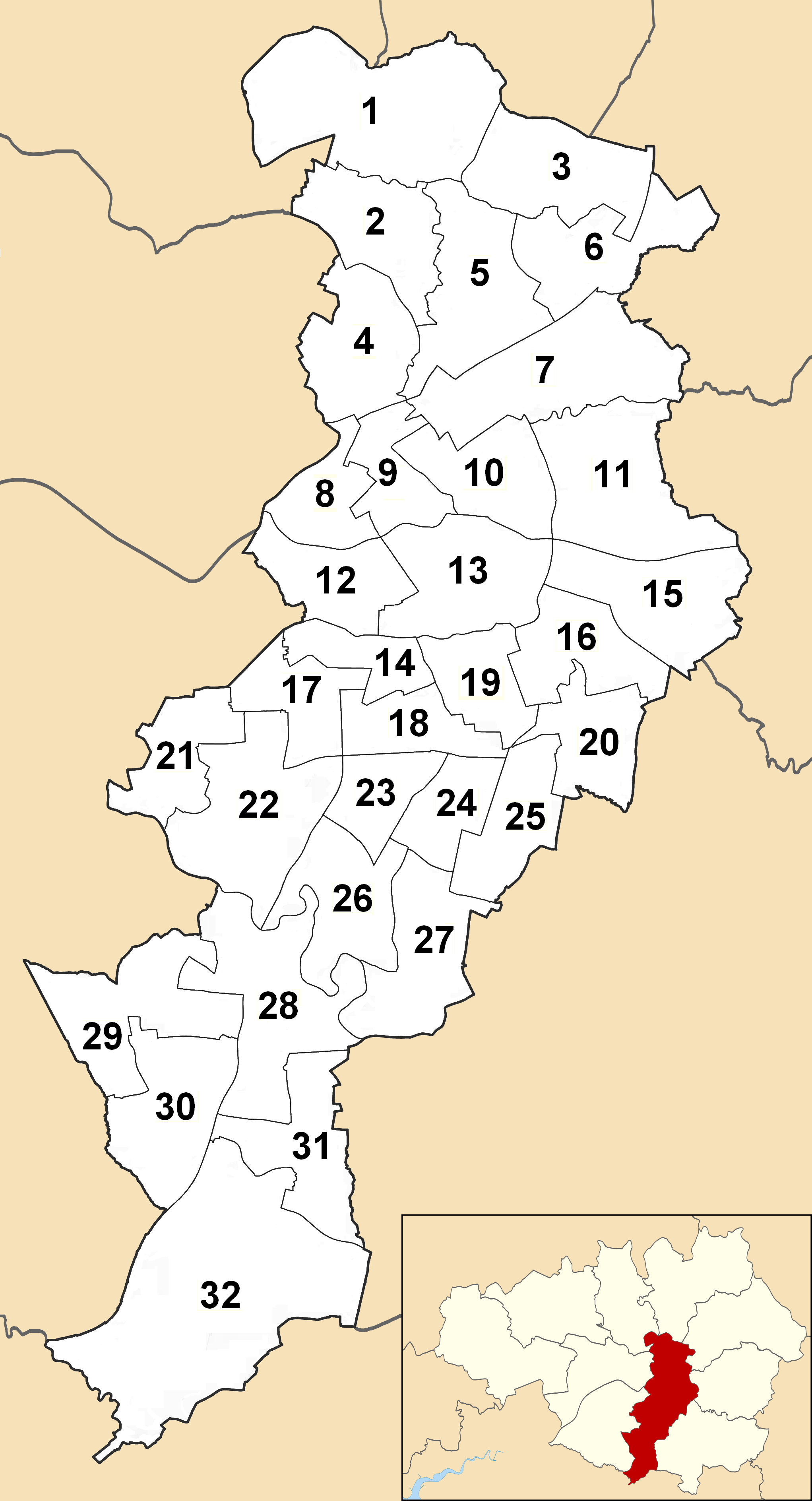
Wahlbezirke des Manchester City Council

Manchester ist unterteilt in 5 Wahlkreise für die Unterhauswahlen, die jeweils für die Wahl zum Manchester City Council in weitere Wahlkreis unterteilt sind.
Wahlkreis Blackley and Broughton hat 5 Wahlbezirke
- Higher Blackley
- Crumpsall
- Charlestown
- Cheetham
- Harpurhey

Wahlkreis Manchester Central hat 9 Wahlbezirke
- Moston
- Miles Platting & Newton Heath
- Deansgate
- Piccadilly
- Ancoats and Beswick
- Clayton and Openshaw
- Hulme
- Ardwick
- Moss Side

Wahlkreis Manchester Gorton hat 6 Wahlbezirke
- Gorton and Abbey Hey
- Longsight (16)
- Whalley Range
- Fallowfield
- Rusholme
- Levenshulme

Wahlkreis Manchester Withington hat 7 Wahlbezirke
- Chorlton
- Chorlton Park
- Old Moat
- Withington
- Burnage
- Didsbury West
- Didsbury East

Wahlkreis Wythenshawe and Sale East hat 5 Wahlbezirke
- Northenden
- Brooklands
- Baguley
- Sharston
- Woodhouse Park

## Kultur und Sehenswürdigkeiten

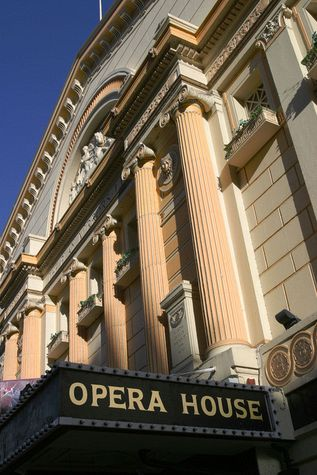
Opera House

### Stadtbild und Architektur
Das Stadtbild wird von Gebäuden aus unterschiedlichen Stilepochen von der Viktorianischen Architektur bis zur Moderne geprägt. Außerhalb des Stadtzentrums sind Fabriken der Baumwollindustrie erhalten geblieben, die heute als Wohnungen oder Büros genutzt werden. Charakteristisch für Manchester ist die häufige Verwendung von rotem Backstein als Baustoff.
Sehenswerte Gebäude sind die gotische Kathedrale von Manchester (erbaut 1421 im Perpendikular-Stil; Turm 1876 wiederaufgebaut), die Getreidebörse (Corn Exchange, erbaut 1897, heute das Einkaufszentrum The Triangle), das neugotische Rathaus von Manchester, das 1868 von Alfred Waterhouse entworfen wurde, und Chetham’s Library, die älteste frei zugängliche Bibliothek im englischen Sprachraum. Das 1830 erbaute Empfangsgebäude des 1839 erbauten Bahnhofs Liverpool Road ist das älteste erhaltene der Welt.
Seit den 1960er Jahren entstanden in der Stadt mehrere große Hochhäuser, die eine neue Stadtsilhouette entstehen ließen. Das höchste Gebäude ist der 2006 gebaute Beetham Tower, der ein Hotel, Restaurants und Wohnungen beherbergt.
In Manchester gibt es 135 Plätze, Park- und Gartenanlagen. Wichtigste Parkanlage ist der Heaton Park im Norden der Innenstadt. Die Grünanlage ist mit 250 Hektar Fläche eine der größten öffentlichen Parkanlagen Europas. Auf den zwei großen Plätzen St Peter’s Square und Albert Square im Stadtzentrum stehen zahlreiche Denkmale im Gedenken an berühmte Personen und Könige.
Das 1942 erbaute frühere Wythenshawe Bus Depot steht heute unter Denkmalschutz.

### Musik und Theater
Manchester besitzt zwei Sinfonieorchester, das Hallé Orchestra und das BBC Philharmonic. Die Stadt ist mit dem Royal Northern College of Music und der freien Musikschule Chetham’s School of Music ein Zentrum der musikalischen Lehre in Nordengland. Die Hauptspielorte für sinfonische Musik sind die Free Trade Hall und die Bridgewater Hall, ein 1996 eröffnetes Gebäude, das dem Grafen von Bridgewater gewidmet ist.
Im Manchester Opera House und Palace Theatre werden Opern, Ballett, Konzerte, Kabarett und Musicals aufgeführt. Weitere wichtige Theaterhäuser sind das Royal Exchange Theatre, Library Theatre und das Lowry Centre.
Manchester ist die Heimat und Gründungsort vieler bekannter Musikgruppen und Sänger, darunter Oasis, Herman’s Hermits, The Hollies, New Order, The Smiths, James, I Am Kloot, Elbow, Simply Red, M People, Inspiral Carpets, Stone Roses, Happy Mondays und Take That. Zur Zeit des Punk und New Wave wurden The Fall, Joy Division, Buzzcocks, Magazine und 808 State aus Manchester bekannt. Ende der 1980er Jahre wurde hier The Future Sound of London gegründet. Mit Factory Records beheimatete Manchester eines der einflussreichsten Independent-Labels. Durch seine lebendige Musikszene bekam die Stadt den Spitznamen „Madchester“ verliehen. Insbesondere in den 1980er und den 1990er Jahren wurde die Stadt zu einem Zentrum der Subkultur. Die Diskothek „The Haçienda“ wurde in diesem Zusammenhang überregional bekannt. Der Film „24 Hour Party People“ (2002) von Michael Winterbottom behandelt die Geschichten um den populären Club.
Größte Veranstaltungshalle ist die Manchester Arena (AO Arena) mit 21.000 Sitzplätzen, in der regelmäßig Popmusikkonzerte und Events stattfinden. Weitere wichtige Veranstaltungsorte sind das Manchester Apollo und die Manchester Academy.

### Museen und Galerien
Das Science and Industry Museum beschäftigt sich mit der industriellen Vergangenheit Manchesters und zeigt eine Sammlung von Lokomotiven, Industriemaschinen und bis 2021 auch Flugzeugen. Im Museum of Transport werden historische Busse und Straßenbahn-Fahrzeuge gezeigt. Das 1880 eröffnete Manchester Museum beheimatet eine naturhistorische und ägyptologische Sammlung. Das von Daniel Libeskind entworfene Imperial War Museum North zeigt eine militärhistorische Sammlung und ist mit einer Fußgängerbrücke mit dem Stadtzentrum verbunden. Das englische National Football Museum befindet sich seit 2012 in Urbis.
Wichtige Kunstmuseen sind die Manchester Art Gallery mit einer Sammlung von europäischer und insbesondere Präraffaelitischer Malerei und die Whitworth Art Gallery mit dem Schwerpunkt auf moderner Kunst. Weitere Museen sind das Cornerhouse (ein Kulturzentrum mit Ausstellungsräumen, Kinosäle für Independent-Filme und einem Café in einem ehemaligen Kaufhaus), die Manchester Costume Gallery at Platt Fields Park, das People’s History Museum, das Fußballmuseum im Old-Trafford-Stadium und das Jüdische Museum. Dem Maler L.S. Lowry ist das Lowry Centre gewidmet, ein von Michael Wilford errichtetes Kulturzentrum mit Theatern und Kunstgalerien.

### Sport

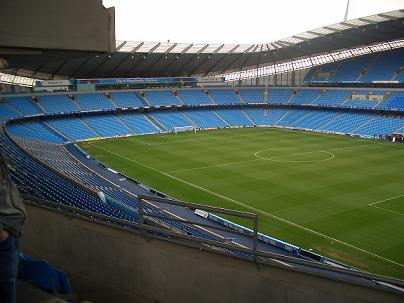
Etihad Stadium

In Manchester spielen zwei Fußballvereine in der Premier League: Manchester City und Manchester United. Das Old-Trafford-Stadion, Spielstätte von Manchester United, liegt in der Nachbarstadt Trafford. Im Jahre 2002 fanden die Commonwealth Games im neu erbauten City-of-Manchester-Stadion auch bekannt als Etihad Stadion und seit 2003 Heimstadion von Manchester City, statt. Das B of the Bang vor dem Stadion, eine 56 Meter hohe Skulptur in Form eines explodierenden Feuerwerkskörpers, erinnerte an die zehntägige Sportveranstaltung, bis sie 2009 wegen statischer Probleme demontiert wurde. Durch die Errichtung des Aquatics Centers für die Commonwealth Games besitzt Manchester nun auch eine Schwimmhalle für internationale Sportveranstaltungen. Das Manchester Velodrome ist das Zentrum des britischen Bahnradsports. Erfolgreichster Cricket-Verein ist Lancashire, das seine Heimspiele im Old Trafford Cricket Ground austrägt. Die Belle Vue Aces von Manchester gehören zu den bekanntesten Teams der britischen Speedway-Elite-Profiliga. Seit 2005 findet im Mai der Great Manchester Run statt, der bedeutendste britische Straßenlauf über 10 km.
Manchester war unter anderem einer der Austragungsorte der Cricket World Cups 1975, 1979, 1983, 1999 und 2019, sowie der Rugby-Union-Weltmeisterschaft 2015.
Als wichtige Ranglistenturniere im Snooker wurden 1974 und 1976 die Snookerweltmeisterschaft sowie 2016 in der EventCity die English Open und das Players Championship Grand Final ausgetragen. Seit 2024 findet im Manchester Central die Tour Championship statt.

## Wirtschaft

### Wirtschaftsstruktur
Manchester zählt zu den wirtschaftsstärksten Regionen Großbritanniens und belegt nach dem Bruttosozialprodukt hinter London und Birmingham den dritten Platz in England.
Die ehemals dominierende Schwer- und Textilindustrie ist heute kaum noch von Bedeutung, stattdessen beschäftigt der Dienstleistungssektor heute die meisten Arbeitnehmer. Der tiefgreifende Strukturwandel hat in der städtischen Wirtschafts- und Sozialstruktur tiefe Spuren hinterlassen, sodass in Manchester heute extreme Gegensätze bestehen: hier finden sich sowohl sehr wohlhabende als auch die ärmsten Haushalte Großbritanniens.
Wirtschaftliches Wachstum generieren Beratungsunternehmen, Banken und Versicherungen, Logistik- und Transportunternehmen und die Medien- und Kreativwirtschaft, ferner forschungsintensive Bereiche wie die Biotechnologie oder Umwelttechnik. Allein die Finanzwirtschaft beschäftigt über 15.000 Angestellte und rund 60 Bankinstitute sind in der Stadt vertreten. Größter Arbeitgeber ist das genossenschaftlich organisierte Handelsunternehmen Co-operative Group, das seinen Hauptsitz in der Stadt hat. Eine wachsende Einnahmequelle ist außerdem der Tourismus.

### Einkaufen

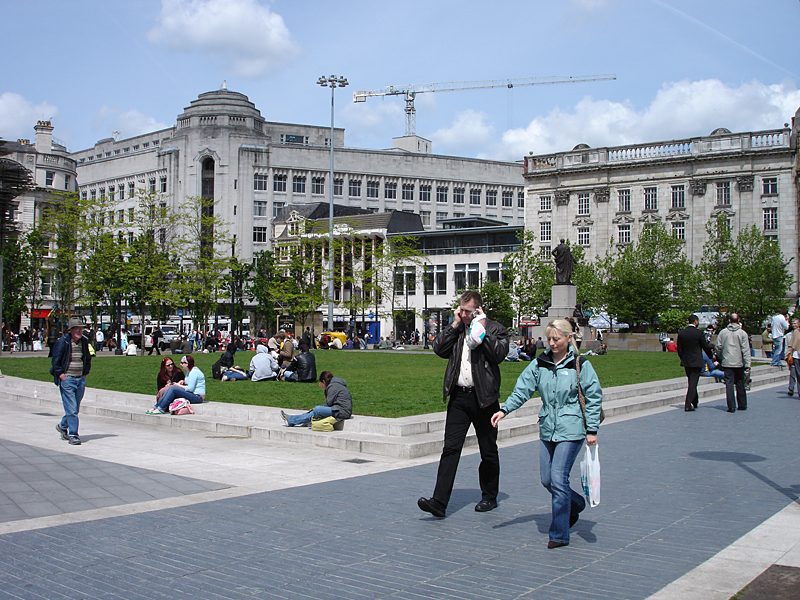
Shopping rund um Piccadilly Gardens

Die größten Einkaufsstraßen sind die Market Street, die King Street und Deansgate.
Das chinesische Viertel, die zweitgrößte Chinatown Großbritanniens, liegt im Osten der Innenstadt mit asiatischen Geschäften und Restaurants. In der Wilmslow Road im Stadtteil Rusholme liegt das indische Viertel, das den Spitznamen Curry Mile trägt. Eine Besonderheit sind die zahlreichen bunten Leuchtreklamen, mit denen die Gastronomie und der Einzelhandel wirbt.

### Gay Village
Rund um die Canal Street liegt Gay Village, das Lesben- und Schwulenviertel der Stadt. Spätestens seit den 1940er Jahren ist es ein Treffpunkt der Szene, in den frühen 1980er Jahren begann der Weg zu mehr Offenheit. Heute ist das Viertel eines der größten schwulen und lesbischen kulturellen Zentren Europas, mit mehr als 40 Bars, Pubs, Clubs und Geschäften, und wird meist gleich nach Soho in London genannt. Zu großer Bekanntheit hat auch die von 1999 bis 2000 ausgestrahlte britische Fernsehserie Queer as Folk beigetragen, vor allem beim heterosexuellen Publikum.

### Medien
Manchester ist der Hauptsitz der TV-Produktionsgesellschaft Granada Television, die zur Sendergruppe ITV gehört. Granada produziert die weltweit älteste Seifenoper Coronation Street. Auch weitere TV-Serien wie Für alle Fälle Fitz, Life on Mars – Gefangen in den 70ern, The Royle Family oder Clocking Off spielen in Manchester.
Die Stadt ist neben London und Bristol ein Standort der BBC. Für das Fernsehen entstehen in Manchesters Studios mehrere Sendungen, der Radiosender BBC One unterhält hier ein Regionalprogramm. 
Manchester besitzt die größte Anzahl an Radiosendern in Großbritannien außerhalb von London. Wichtige Radiostationen sind BBC Radio Manchester, Cey 103, Galaxy, Piccadilly Magic 1152, 105.4 Century FM, 100.4 Smooth FM, Kapital Gold 1458, 96.2 The Revolution und Xfm. Die beiden großen Universitäten unterhalten mit Fuse FM (Universität Manchester) und MMU Radio (Manchester Metropolitan University) eigene Radiosender.
Die überregionale Tageszeitung The Guardian wurde 1821 in Manchester als The Manchester Guardian gegründet. Dessen Hauptbüro ist gegenwärtig noch in Manchester ansässig, der Hauptsitz wurde 1964 nach London verlagert. Die Schwesterpublikation Manchester Evening News ist die auflagenstärkste tägliche Abendzeitung in Großbritannien. Sie ist im Stadtzentrum am Donnerstag und Freitag frei erhältlich, in den Vororten wird die Zeitung verkauft. Weiter werden einige Lokalmagazine angeboten, darunter das YQ Magazine und Moving.

## Infrastruktur

### Bildung

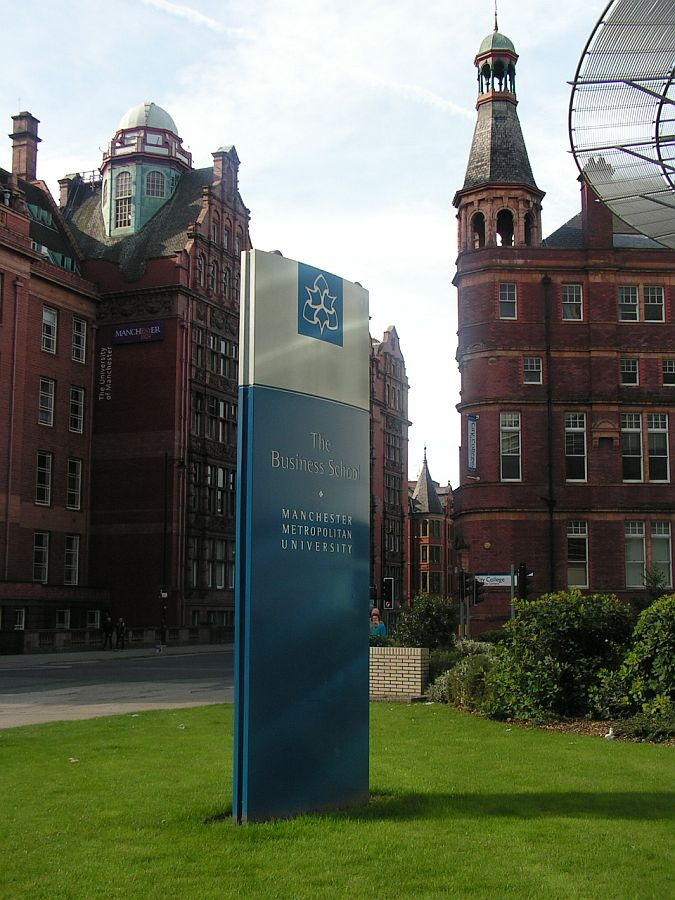
Universität

In Manchester sind zwei Universitäten ansässig, die Universität Manchester (The University of Manchester) und die Manchester Metropolitan University (MMU). Letztere war bis 1992 eine technische Hochschule. Bis zur Fusion mit der Victoria University of Manchester im Jahr 2004 zur Universität Manchester war die University of Manchester Institute of Science and Technology (UMIST) die dritte Universität Manchesters.
Der Universität Manchester ist eine eigenständige Wirtschaftshochschule (Manchester Business School) angegliedert, die auf Finanzwirtschaft und Doktorandenprogramme spezialisiert ist und ihr Programm auch in Singapur, Hongkong, Dubai und Jamaika anbietet. Die Hochschule belegte im Jahr 2006 im Financial-Times-Ranking den 22. Platz im weltweiten Master-of-Business-Administration-Vergleich.
Der Ableger des Royal College of Music in London ist das Royal Northern College of Music in Manchester. Das Manchester City College ist eine weitere Weiterbildungsstätte in der Stadt. Auch in der benachbarten Stadt Salford befindet sich eine Universität, die University of Salford. Ebenfalls in Greater Manchester befindet sich die University of Bolton.

### Verkehr
Der Flughafen Manchester ist nach dem Flughafen London-Heathrow und Gatwick der drittgrößte Flughafen des Vereinigten Königreiches. Jährlich werden ca. 31 Mio. Passagiere abgefertigt. Direktverbindungen bestehen zu Kontinentaleuropa (u. a. Düsseldorf, Frankfurt, Hamburg, Köln/Bonn, München, Stuttgart, Wien, Zürich) und interkontinentalen Flughäfen (u. a. New York, Washington, Singapur).
Der öffentliche Personennahverkehr basiert auf Stadtbussen und der Stadtbahn Manchester Metrolink, die zu großen Teilen auf ehemaligen Eisenbahnstrecken verkehrt. Zwei Buslinien (free bus 1 und 2), die die wichtigsten Punkte in der Innenstadt mit Innercity-Expressbussen verbinden, sind kostenlos nutzbar. Direkte Fernbuslinien verbinden die Stadt unter anderem mit London, Liverpool, Birmingham, Leeds und Schottland. Das Programm zum Ausbau der Stadtbahn wurde im Juli 2006 von der Regierung genehmigt. Dieses Programm sieht ein Ausbauvolumen des Stadtbahnnetzes von insgesamt 1,5 Milliarden Pfund vor.
Manchester ist ein Eisenbahn-Verkehrsknotenpunkt. Der Hauptbahnhof Manchester Piccadilly ist der verkehrsreichste Bahnhof Englands außerhalb von London. Die weiteren zentralen Bahnhöfe Oxford Road und Victoria dienen dem Regionalverkehr.
Die Binnenkanäle Manchester-Kanal, Bolton & Bury-Kanal, Rochdale-Kanal, Manchester-Ship-Kanal, Bridgewater-Kanal, Ashton-Kanal und der Leigh-Abzweiger des Leeds & Liverpool-Kanal waren in der Vergangenheit wichtige Transportwege. Heute dienen sie hauptsächlich Ausflugsschiffen (Narrowboats) als Fahrtweg.

## Städtepartnerschaften
- Amsterdam, Niederlande
- Bilwi, Nicaragua
- Chemnitz, Deutschland
- Córdoba, Spanien
- Wuhan, Volksrepublik China
- Los Angeles, Vereinigte Staaten
- Aydin, Türkei